# Fluorure de radon
Le fluorure de radon est un composé de radon et de fluor. Le radon réagit facilement avec le fluor pour former un solide instable, qu'il n'a pas été possible de caractériser. Il pourrait s'agir de difluorure de radon RnF2, bien qu'en fait on n'ait pas de certitude quant à la stœchiométrie du solide obtenu. Des modélisations suggèrent qu'il pourrait s'agir d'un solide ionique.
Le fluorure de radon, comme tout composé du radon, est limité par sa période radioactive, puisque son isotope de plus longue durée a une demi-vie de 91 heures 40 minutes et 48 secondes.